# Elsmore (Kansas)
Pour les articles homonymes, voir Elsmore.
Elsmore est une ville américaine située dans le comté d'Allen, au Kansas. Selon le recensement de 2010, sa population est de 77 habitants.